# Kathrin Eckert
Kathrin Eckert (* 27. Januar 1983; † 17. Juli 2014) war eine österreichische Hörfunkmoderatorin.

## Leben
Kathrin Eckert legte ihre Matura 2001 am Bundesgymnasium Tanzenberg in Maria Saal ab. Anschließend studierte sie Publizistik und Kommunikationswissenschaft und kam 2003 über ein Praktikum zum privaten Hörfunksender Antenne Kärnten in Klagenfurt. 2011 schloss sie ihr Studium mit der Diplomarbeit Die Bedeutung moderner Markenführung für Radiosender – am Beispiel der Antenne Kärnten und dem akademischen Grad Magister an der Universität Klagenfurt ab.
Bei Antenne Kärnten arbeitete sie zunächst als Redakteurin und sagte das Wetter an, ehe sie zur Moderation wechselte. Eckert begleitete die Hörer zuletzt in einer fünfstündigen Unterhaltungssendung durch den Vormittag und war stellvertretende Programmchefin. Im Juli 2014 verstarb sie 31-jährig an einem Hirnödem.